# Persea albiramea
Persea albiramea är en lagerväxtart som beskrevs av Van der Werff. Persea albiramea ingår i släktet avokador, och familjen lagerväxter. Inga underarter finns listade i Catalogue of Life.